# Baby

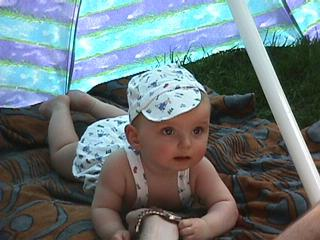
Baby

Een baby is een kind in de eerste levensfase. Deze fase wordt gevolgd door die van peuter. Vaak wordt ook een foetus of ongeboren kind, dus nog in de baarmoeder, een baby genoemd.

## Pasgeborenen

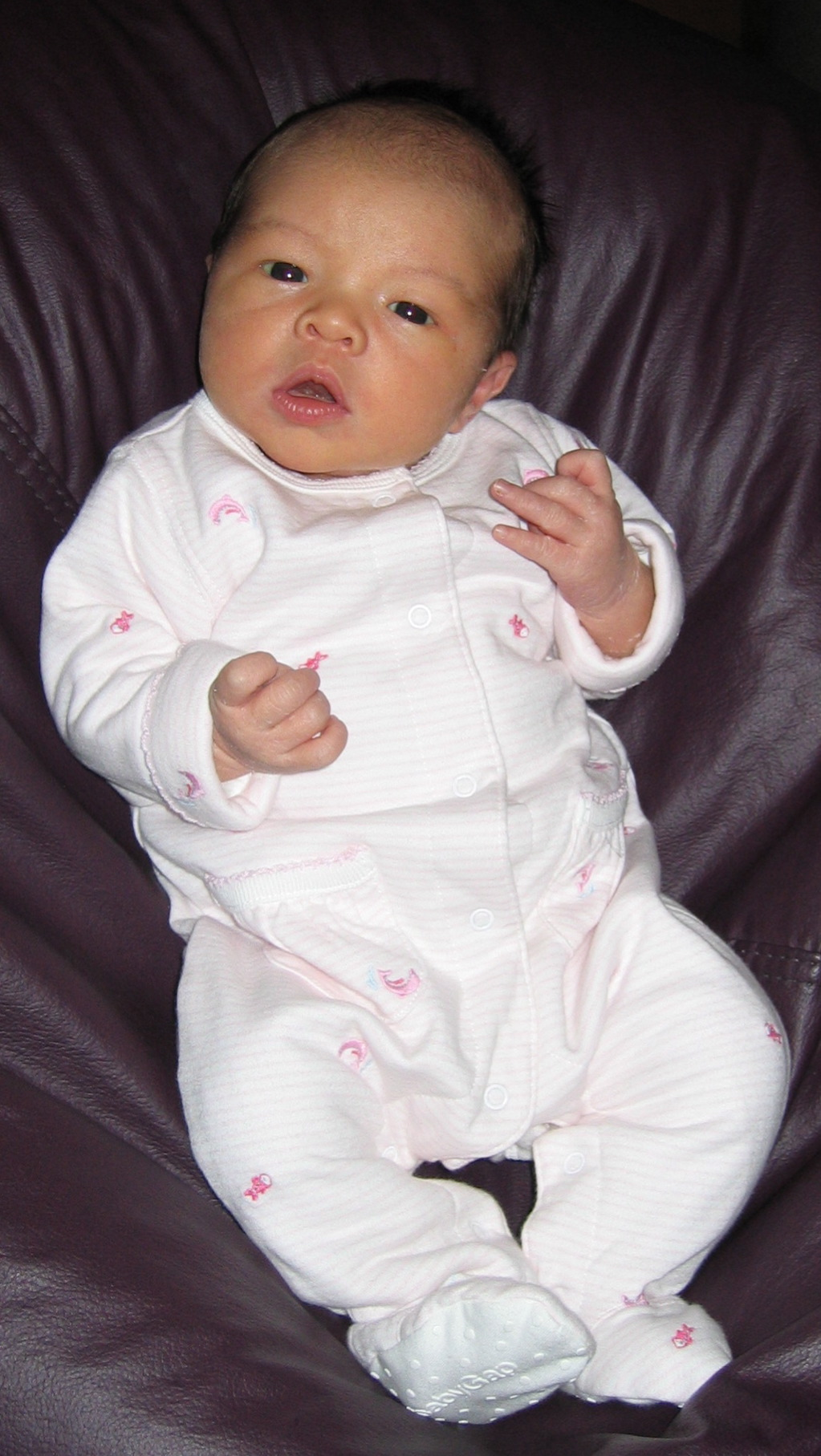
Baby van elf dagen oud

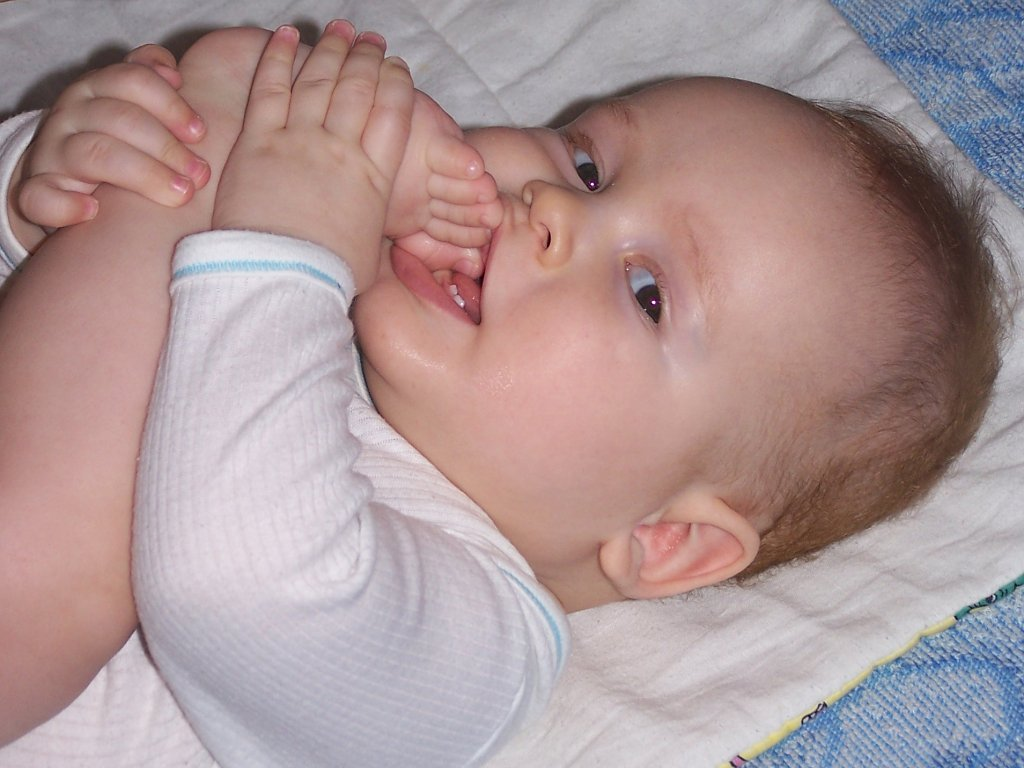
Baby van zes maanden oud

Een pasgeboren baby wordt tot de leeftijd van dertig dagen of gedurende zijn verblijf op een neonatale afdeling boreling, neonaat of neonatus   (Latijn: nieuwgeborene) genoemd. Vanaf dertig dagen tot één jaar wordt een baby zuigeling genoemd.
De baby bij een mens is, in tegenstelling tot jongen van de meeste gewervelde dieren, tot vrijwel niets in staat. Bij apen bijvoorbeeld kan het jong zich direct na de geboorte aan de moeder vasthouden. Mensenbaby's hebben weliswaar een grijpreflex (zie hieronder), maar die is niet meer functioneel in de menselijke voet en ook de vacht van moeder ontbreekt. Wel is de reflex sterk genoeg om een mensenkind aan zijn twee handjes op te tillen. Er moet wel worden opgepast voor het hoofd. Een baby kan zijn/haar relatief grote hoofd de eerste twee maanden niet zelf rechtop houden. Ook bij buideldieren zijn de pasgeboren jongen volledig hulpeloos, maar daar groeien ze zonder verdere verzorging door in de buidel van de moeder.
Het relatieve onvermogen van een mensenbaby hangt samen met het feit dat de hersenen nog onvoldoende ontwikkeld zijn. Bij de geboorte heeft een mens ongeveer 350 gram aan hersenen. Dit is zo'n 30% van het volwassen gewicht. Ter vergelijking: een pasgeboren chimpansee heeft vanaf de geboorte 65% van het volwassen gewicht. In het eerste levensjaar maken de hersenen van een mens een relatief grote ontwikkeling door. Dankzij het feit dat een kind bij diens geboorte relatief nog weinig ontwikkelde hersenen meekrijgt, krijgt het de kans zich flexibel te ontwikkelen. In het eerste levensjaar kunnen verschillende belangrijke functies - zoals lichamelijke, psychologische, sociale, morele enzovoort - tot ontwikkeling komen.
Volgens Adolf Portmann is na negen maanden sprake van een fysiologische geboorte; de psychologische geboorte vindt ongeveer een jaar daarna plaats. De pasgeborene verblijft intussen in de psychosociale moederschoot. Aan het einde van de 'tweede dracht' vindt de psychologische geboorte of eigenlijke menswording plaats.

## Binding aan ouders
Omdat de baby volledig afhankelijk is van de ouders is het belangrijk voor de overleving dat de baby zijn ouders aan zich weet te binden. Zo gaat de baby na ongeveer zes weken spontaan naar zijn verzorgers lachen. Na een normale bevalling voelt de moeder zich in de meeste gevallen onmiddellijk aangetrokken tot haar baby. Dit heeft mogelijk te maken met de specifieke geur die een jonge baby afgeeft.

## Voeding

### Aantal voedingen
Voeding is, omdat een baby veel moet groeien in het eerste jaar, van levensbelang. Een pasgeboren baby heeft over het algemeen om de 2 à 3 uur een voeding nodig (8 tot 12 voedingen per etmaal). De tijd tussen twee voedingen wordt langzamerhand langer. Zo zijn voor een baby van 2 maanden 6-8 voedingen per etmaal voldoende, waarbij de baby 's nachts steeds langer doorslaapt tussen twee voedingen in.
Veel mensen voeden de baby op verzoek, als de baby gaat huilen. Vooral bij borstvoeding ligt dat voor de hand, omdat toegeven aan een grotere behoefte van de baby de productie van moedermelk stimuleert. Bij flesvoeding is meer behoefte aan een strak schema.

### Borstvoeding

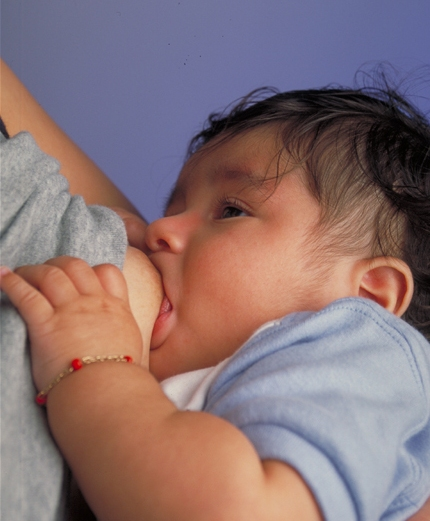
Baby krijgt borstvoeding

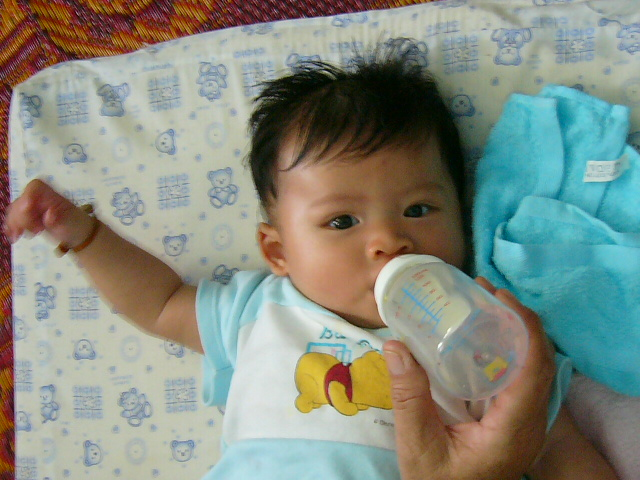
Baby krijgt flesvoeding

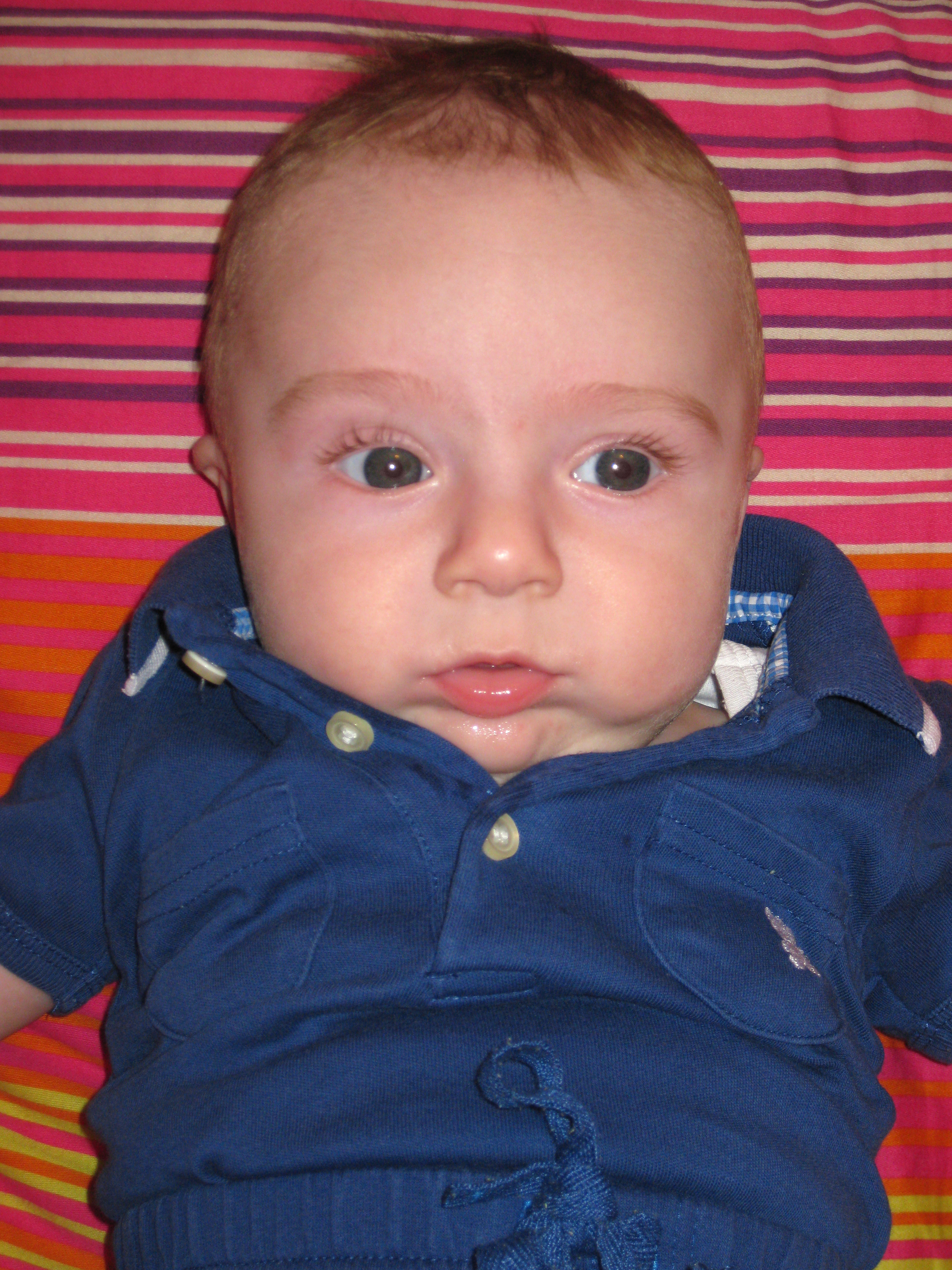
Een baby van drie maanden

De natuurlijke voedingsbron voor baby's is moedermelk, die door de borsten van de moeder wordt geproduceerd. Steeds wordt door onderzoek bevestigd dat moedermelk de ideale voeding voor de baby is. Het bevat alle voedingsstoffen die de baby nodig heeft in exact de juiste verhouding, met de juiste temperatuur, en is altijd vers. Bovendien bevat moedermelk cellen en antistoffen die de baby beschermen tegen bacteriën en virussen. Verder stelt men een lichte stijging van het IQ (intelligentiequotiënt) van de baby vast bij langdurige borstvoeding. Ook voor de moeder heeft borstvoeding geven gunstige effecten op de gezondheid, zoals een lagere kans op borstkanker en een sneller herstel van de baarmoeder na de bevalling.
Voor het geven van borstvoeding moet de moeder uiteraard de baby bij zich in de buurt hebben, zeker gedurende de eerste periode. Moedermelk kan ook afgekolfd worden en in een flesje gegeven worden, hoewel aangeraden wordt niet met een flesje te beginnen voordat de baby vier tot zes weken oud is en het aan de borst drinken goed onder de knie heeft. Als de baby eenmaal uit een flesje kan drinken, kan de moeder desgewenst uitstapjes maken of aan het werk gaan zonder de baby, terwijl ze gekolfde melk voor de baby achterlaat.
Borstvoeding geven is voor baby en moeder de beste en gemakkelijkste manier van voeden. Borstvoeding geven is natuurlijk, maar moet wel geleerd worden door moeder en kind. Soms komen er problemen voor door slechte begeleiding, zoals tepelkloven door het niet goed aanleggen van de baby. In zo'n geval is het aan te raden een lactatiekundige te laten meekijken.
De borstvoeding moet vanaf de eerste dag goed op gang gebracht worden door de baby de eerste dag(en) heel vaak aan te leggen, soms wel elk uur of elke twee uur. Onder invloed van het zogen, komt de borstvoeding dan over het algemeen in de loop van enkele dagen op gang. Als men de melkproductie extra wil stimuleren omdat de baby niet krachtig of vaak genoeg wil zuigen, kan men gaan bijkolven en dit met een lepeltje of spuitje bijgeven. Door op de plas- en poepluiers en het gewicht te letten, kan men de groei in de gaten houden terwijl de borstvoeding goed op gang komt. Wanneer de baby niet genoeg aankomt, kan de moeder extra voeding geven. Eerste keus is de afgekolfde moedermelk van de moeder zelf of van de melkbank. Wanneer dit niet beschikbaar is, kan worden bijgevoed met kunstmelk.

### Flesvoeding
Als de ouders ervoor kiezen geen borstvoeding te geven, kan flesvoeding worden gegeven. Alhoewel de wereldgezondheidsorganisatie (WHO) aanraadt zes maanden exclusief borstvoeding te geven en er daarna nog mee door te gaan tot het kind twee jaar oud is, stoppen veel vrouwen in de westerse wereld na een aantal maanden met borstvoeding en stappen over op kunstmatige zuigelingenvoeding (flesvoeding). Deze voeding is gebaseerd op koemelk met toevoegingen die zo veel mogelijk afgestemd worden op de verhoudingen van voedingsstoffen in moedermelk. Er is aparte voeding voor prematuren, dysmaturen, neonaten, zuigelingen van verschillende leeftijden en baby's met allergieën. Deze soorten kunstvoeding zijn in Nederland en België enkel verkrijgbaar in de apotheek. Een organisatie waar veel kennis over flesvoeding aanwezig is, is in Nederland het Voedingscentrum en Kind en Gezin in Vlaanderen.

### Vast voedsel
Vanaf de zesde maand gaat de baby geleidelijk aan beginnen met vast voedsel. Incidenteel zal een zorgverlener op basis van specifieke omstandigheden adviseren enkele weken eerder te beginnen met bijvoeden. Meestal begint men met fruit, groente en pap. Bijvoeding kan in de vorm van goed gepureerde vruchten gegeven worden of, in het geval van zacht fruit en groenten, ook in stukjes aangeboden worden (de Rapley-methode). Ook zonder tanden kan een baby van zes maanden zacht fruit en groenten al met de kaken vermalen. Langzamerhand gaat de baby steeds meer vast voedsel eten en steeds minder moedermelk of kunstmelk drinken.

## Verzorging

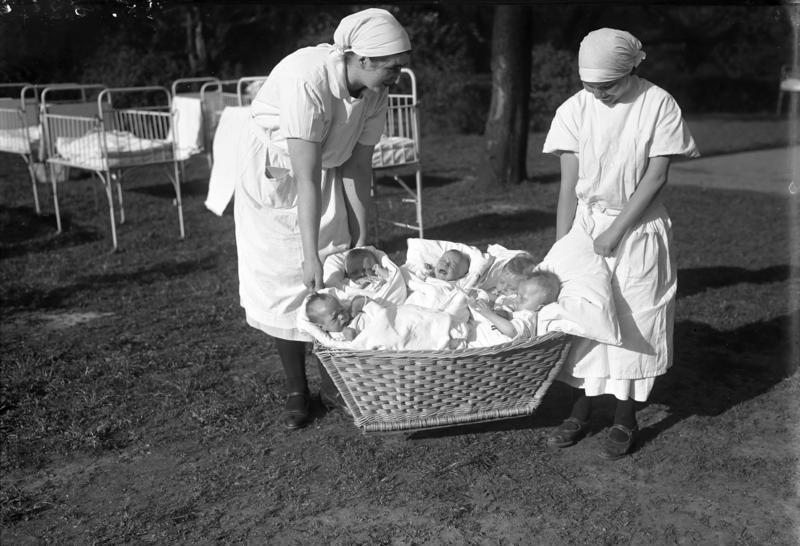
Verpleegsters met een mand pasgeboren baby's

De baby is in alle opzichten afhankelijk en moet volledig verzorgd worden. De verzorging bestaat voornamelijk uit het geven van voeding, verschonen en laten slapen. De baby moet, zolang hij niet zindelijk is, meerdere malen per dag (minstens vier tot zes keer) een schone luier om. Hierbij kunnen de billen en de geslachtsorganen van de baby met een vochtig doekje worden schoongemaakt. Er kan een speciale zalf in de huidplooien worden gesmeerd om huidirritatie te vermijden. Ook wordt hiervoor wel gebruikgemaakt van talkpoeder. Bij onvoldoende vaak verschonen van de luier kan er sneller luieruitslag ontstaan. Vaak huilt een baby van ongenoegen als hij een vieze luier heeft.
Een baby wordt vaak verschoond op een aankleedkussen, dat meestal op een commode ligt. Dit heeft als voordeel dat de baby zacht ligt en er niet makkelijk af kan rollen. Bovendien kunnen de verzorger of ouders op een goede werkhoogte staan en hebben ze middels de plankjes van de commode alles bij de hand.

## Gezondheidszorg
In Nederland en België wordt elk kind onmiddellijk na de geboorte onderzocht en getest op zijn lichaamsfuncties aan de hand van de apgarscore. Na enkele dagen wordt het getest op een aantal aangeboren ziekten die bij snelle behandeling of met een dieet een betere levensverwachting geven. Onderdeel van dit onderzoek is de bekende hielprik.

## Slapen
Een pasgeborene slaapt relatief veel. Gedurende de eerste twee weken slaapt het kind ongeveer twee derde van de tijd. Gedurende de helft daarvan bevindt het zich in de remslaap. Als het kind wakker is, bevindt het zich bovendien vaak in een doezelige toestand, waarbij de alertheid beperkt is.
Volgens Heinz Prechtl zijn er vijf verschillende toestanden waarin een baby zich kan bevinden.
- Toestand 1: rustige slaap.
- Toestand 2: actieve rem- of droomslaap.
- Toestand 3: passieve waaktoestand.
- Toestand 4: actieve en alerte waakstand.
- Toestand 5: huilen.

De reden van de grote hoeveelheid remslaap is waarschijnlijk gelegen in het gegeven dat de cortex van de grote hersenen voldoende stimulansen nodig ter ontwikkeling daarvan. Omdat de cortex deze prikkels niet zou krijgen tijdens lange passieve slaapperiodes zorgt hij voor interne prikkels, wat concreet als dromen wordt ingevuld. Wiegendood komt weinig voor, maar is een grote angst voor ouders.
Een veilige slaap is voor de baby erg belangrijk. Het is heel gebruikelijk dat baby's niet de hele nacht 'doorslapen'. Zeker de eerste maanden horen nachtvoedingen erbij, maar voor veel kinderen is dat ook langer het geval. 

## Reflexen
Portmann noemt de pasgeboren baby hulpeloos, maar ook jonge kinderen moeten bij bijna alles geholpen worden. Toch beschikt het kind al over een minimale uitrusting om in leven te blijven en doelmatig om te gaan met zijn omgeving. Er bestaan natuurlijke fysiologische mechanismen - zoals de bloedcirculatie en de regeling van de lichaamstemperatuur - die instaan voor het innerlijke huishouden van het lichaam. Daarnaast vertoont het kind ook enkele aangeboren primitieve reactiepatronen op uitwendige prikkels, reflexen genaamd.
Er zijn een aantal blijvende reflexen met een vitale functie zoals
- Braken
- Hoesten
- Kniepeesreflex
- Oogknipperreflex
- Niezen
- Pupilreflex
- Slikken

Typisch voor pasgeborenen zijn echter de voorbijgaande reflexen. Dat zijn reactiepatronen die slechts de eerste weken of maanden na de geboorte zichtbaar behoren te zijn. Sommige van deze voorbijgaande reflexen hebben ook een vitale functie, andere zijn op het eerste gezicht functieloos. Wellicht stammen deze af van de verre voorgeschiedenis van de mensheid. Men noemt ze dan ook de primitieve reflexen.
Enkele voorbijgaande reflexen:
- Zoekreflex of snuffelreflex. Bij zacht aanraken van de wang van de baby draait het kind zijn hoofd naar de kant van de aanraking en doet het diens mond open. Dit stelt de baby in staat snel de tepel van de borst van zijn moeder te vinden.
- Zuigreflex. Zodra de baby iets in zijn mond voelt, begint hij te zuigen, ongeacht of hij een vinger, de zuigfles of de tepel in zijn mond heeft.

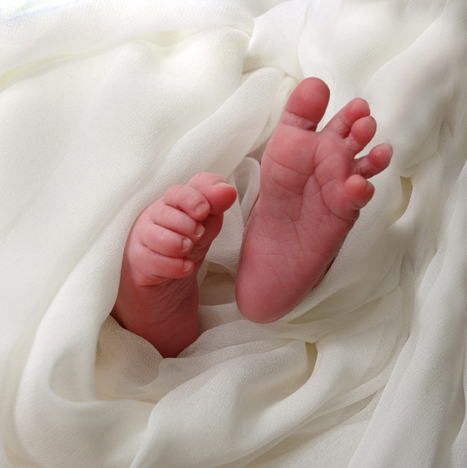
Voetjes van een baby: links in beeld de grijpreflex, rechts in beeld babinski

- Asymmetrische tonische nekreflex. Als het hoofdje naar bijvoorbeeld links draait, strekken de linkerarm en het linkerbeen, terwijl de rechterarm en het rechterbeen zich buigen. De ogen volgen vervolgens de weg van het handje. Dit is het begin van oog-handcoördinatie. In de zogenaamde tweede spildraai tijdens de geboorte voert het kind deze beweging uit en draait mee met de weeën.
- Primaire schrikreflex of mororeflex. Bij een plotselinge beweging (bijvoorbeeld als de baby bijna valt) doet de baby zijn armen wijd open en sluit ze daarna weer. Ook bij een hard geluid, lichtflits enzovoort kan dit gebeuren. Als de baby daarbij erg geschrokken is, gaat hij huilen. Deze reflex doet denken aan een jong aapje dat zich vastgrijpt aan de moeder. De neuroloog Moro sprak van een "Umklammerungsreflex".
- Grijpreflex. Als iemand een vinger in de handpalm van de baby legt, pakt hij deze onmiddellijk stevig beet. Door het met de twee handen te doen, kan de baby uit liggende positie makkelijk rechtop getrokken worden. De voeten vertonen een dergelijke reflex, maar met de voet kan een baby natuurlijk niet echt iets vasthouden. Bij apen vormt dit, als er gevaar dreigt, een functionele eenheid: de mororeflex.
- Babinskireflex. Als men met een puntig voorwerp over de buitenrand van de voetzool van achteren naar voren strijkt, richt de grote teen zich op, terwijl de andere tenen zich spreiden. Deze reflex verdwijnt maar heel geleidelijk en de functie is onbekend. Mogelijk heeft de mens als zoolganger dit ontwikkeld, om de grijpreflex in de voetzool te 'breken'.
- Loopreflex. Als de baby rechtop gehouden wordt door hem onder zijn oksels vast te houden en men zijn voetjes zachtjes de vloer laat aanraken, dan trekt hij één been op, alsof hij een stap zet, terwijl het andere voetje met hiel en al wordt neergezet op de bodem. Neurologisch is dit een blijvende reflex, maar omdat het nogal wat spierkracht vergt, is deze reflex alleen zichtbaar als het kind elke dag "oefent". Door deze reflex te oefenen, gaan kinderen niet eerder lopen, ze ontwikkelen zo alleen sterkere beenspieren.
- Galantreflex of ruggengraat-bekkenreflex[1] en Pulgar Marx-reflex (de PM-reflex). Galant beschreef dat, indien men aan een zijde langs de wervelkolom strijkt, de baby diens heup aan die zijde optrekt. De Pulgar Marx-reflex treedt op als men langs beide zijden van de wervelkolom strijkt, waarbij de baby gaat plassen. Als het goed is, wordt de PM-reflex tussen de drie en negen maanden geremd. Indien dat niet het geval is, zal iedere stimulering van de rug de heupen van het kind bewegen. Daardoor kunnen kinderen die deze reflex houden, lastig stilzitten en zullen ze vaker last hebben van een verminderde blaascontrole en bedplassen.
- Tonische labyrintreflex (TLR-reflex). Deze kent een voorwaartse en een achterwaartse variant.
  - Voorwaarts: als de ruimte in de baarmoeder kleiner wordt, naarmate het kind groeit, dan wordt het achterhoofd van de foetus steeds meer naar voren geduwd - in reactie hierop 'vouwt het kind zich op'. Dit is ook te zien bij gestrekt liggende neonaten: wordt het hoofdje opgetild, kin richting borst, dan gaat het kind in foetushouding.
  - Achterwaarts: dit treedt op bij het geboorteproces: het hoofdje van het kind gaat achterover het geboortekanaal in, de reflex is, dat het kind zich strekt en zich "afzet" op het middenrif van de moeder, het kind werkt mee met de geboorte. Ook dit is bij neonaten te zien. Deze TLR-reflex mag tot de leeftijd van drie en een half jaar zichtbaar zijn (bijvoorbeeld in op tenen lopen met hoofd in de nek).

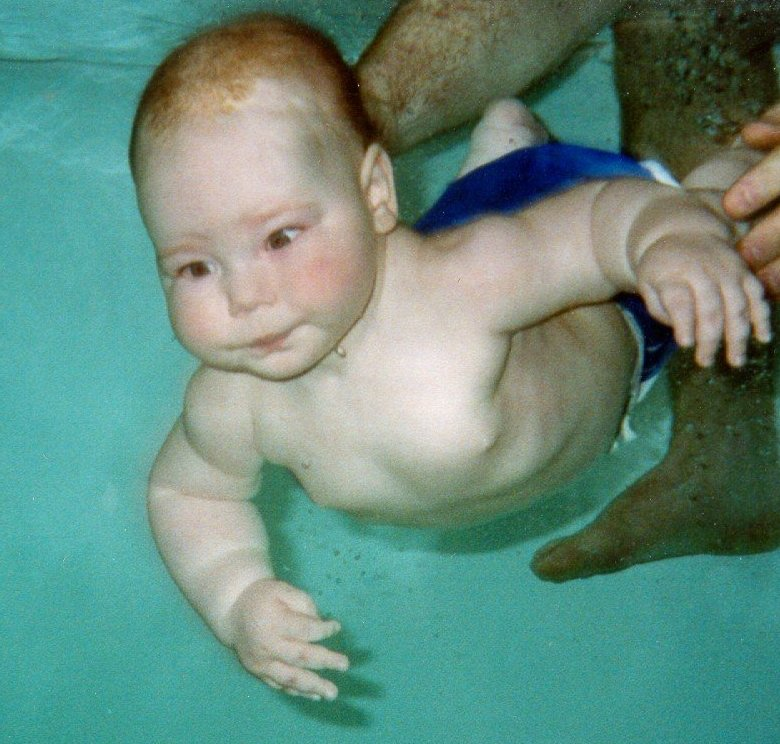
Baby's houden zelf hun adem in onder water

- Zwemreflex. Als het kind met het gezicht naar beneden in het water gehouden wordt, dan begint het meteen met de armpjes te peddelen en met de beentjes te trappelen. Onder water houden baby's zelf hun adem in.
- Glabellareflex. Tikjes op het voorhoofd, juist boven de neusrug, leidt tot langdurig knipperen van de ogen.
- Palmomentale reflex. Strijken over de duimmuis van de baby veroorzaakt een contractie van de ipsilaterale kinspieren.
- Symmetrische tonische nekreflex. Over deze reflex, die vlak voordat kinderen gaan kruipen zichtbaar wordt, is discussie gaande of het een overgangs- of een primitieve reflex is. Als het kind op de buik ligt en het hoofd optilt, dan strekken de armen en buigen de benen zich (het kind gaat 'zitten als een kat'). Gaat het hoofd naar beneden, dan buigen zich de armen en strekken de benen. Mogelijk is de functie, het 'breken' van de TLR. Tevens is het trainen voor de ogen in afwisseling dichtbij en veraf focussen.

De reflexen van een baby zijn ook in te delen in drie groepen:
- de primitieve reflexen. Dit zijn vlucht- en overlevingsreflexen die zich al in de baarmoeder ontwikkelen en van belang zijn om de eerste maanden te overleven. De reflexen hebben hun oorsprong in de hersenstam. Dit zijn de hierboven genoemde reflexen.
- de transitionele reflexen. Deze komen uit de tussenhersenen en hebben te maken met het trotseren van de zwaartekracht. Ze ontstaan tussen de zesde en de achtste maand na de geboorte en verdwijnen daarna weer.
- de posturale reflexen. Deze komen al zo'n twee maanden na de geboorte tevoorschijn en zijn afkomstig uit de hersenschors. Deze reflexen hebben te maken met staan, lopen, praten en dergelijke. Deze reflexen blijven de rest van het leven bestaan.

Als eerste begint zich te ontwikkelen
- Hoofdrechtingsreflex. Het kind gaat vanaf buikligging het hoofd optillen. Het doel van de HRR is, dat het hoofd te allen tijde ‘juist’ (horizontaal) georiënteerd blijft, ook al maakt het lichaam onder dat hoofd allerlei bewegingen. Dankzij de HRR kan een mens een stabiel blikveld hebben, tijdens het lopen, rennen, dansen, et cetera.

## Spel en interactie
De interactie met een baby is in het begin vrij eenzijdig, de baby kan nog niet veel respons geven aan de ouder. Op de leeftijd van ongeveer zes weken begint de baby te lachen als een bekend gezicht verschijnt. Een paar maanden later kan de baby al een eerste spel spelen: kiekeboe.